# Модель убеждений, желаний и намерений
Модель убеждений, желаний и намерений (англ. belief, desire, and intention (BDI) model) — это модель программирования интеллектуальных агентов. Образно модель описывает убеждения, желания и намерения каждого агента, однако непосредственно применительно к конкретной задаче агентного программирования. По сути, модель предоставляет механизм позволяющий разделить процесс выбора агентом плана (из набора планов или внешнего источника генерации планов) от процесса исполнения текущего плана, выбранного ранее. Как следствие, агенты повинующиеся данной модели способны уравновешивать время затрачиваемое ими на выбор и отсеивание будущих планов со временем исполнения выбранных планов. Процесс непосредственного синтеза планов (планирование) в модели не описывается и остаётся на откуп программного дизайнера или программиста.

## Описание
Для достижения разделения активности агентов, в модели BDI применяются главным образом концепции развитые Michael Bratman в его одноимённой теории о практической мысли человека. То есть понятия убеждений, желаний, и в особенности, намерений в данной модели заимствованы у Братмана. У последнего желания и намерения считаются «про-отношениями» (pro-attitudes), из которых проистекает действие, но намерение воспринимается как контрольное про-отношение более высокого порядка. Он определяет понятие обязательства как фактора разделяющего желания от намерений, замечая, что во-первых, обязательство устанавливает временное постоянство в следовании определённому плану, и во-вторых, последующие планы строятся на основе тех, которые агент уже принял как обязательные к исполнению. Модель программирования BDI частично позволяет практическую реализацию указанных концепций. Однако временное постоянство в понимании непосредственно прошедшего времени с момента начала следования конкретному плану не рассматривается. А иерархичность планов отражается довольно простым способом: каждый план состоит из набора шагов, на каждом из которых может инициироваться очередной новый план. В такой иерархии естественным образом заложена то самое временное постоянство указанное выше, ведь каждый новый план по сути является продолжением предыдущего, а агент продолжает следовать общему плану следуя его более поздним частностям.
Важным аспектом модели BDI в теоретическом смысле является наличие логических моделей, с помощью которых возможно определить и затем изучать поведение агентов BDI модели. Так например исследования в данной области привели к аксиомизации некоторых реализаций модели BDI, и к появлению описаний в формальной логике таких как BDICTL (Anand Rao и Michael Georgeff, 1995). В BDICTL объединены много-модальная логика (описывающая в модальностях убеждения, желания и намерения) и темпоральная логика CTL*. Позднее Майкл Вулдридж расширил BDICTL до LORA (the Logic Of Rational Agents (логика рациональных агентов)), используя логику действий (action logic). LORA позволяет рассматривать не только поведение отдельных агентов, но и процессы взаимодействий в многоагентной системе, таких как, например, передача информации.
Модель программного обеспечения BDI тесно связана с интеллектуальными агентами, но сама по себе она не обеспечивают все характеристики таких агентов. Например, она позволяет агентам иметь личные убеждения, но не указывает прямо на то, что они обязательно должны быть личными. В ней также ничего не указано про общение между агентами. В конечном счете, программная модель BDI является попыткой решить проблему более тесно связанную с выбором и реализацией планов, чем непосредственно с программированием интеллектуальных агентов.

### Архитектура
В этой секции приводятся компоненты структуры идеализированной BDI системы.
- Убеждения: Убеждения описывают степень информированности агента, или иначе его убеждения об окружающем мире (включающем также его самого и прочих агентов). Убеждения могут также строиться с использованием заключений, позволяющих выводить последствия и новые убеждения. Использование понятия убеждение вместо понятия знание позволяет отразить тот факт, что то во что верит агент не обязательно является правдой (а это окажет воздействие на то как агент будет себя вести).
  - Набор убеждений: Убеждения хранятся в базе данных (называемой базой убеждений или набором убеждений).
- Желания: Желания отражают мотивационное состояние агента. Они представляют собой цели или ситуации которых агент желал бы достичь. Примерами таких желаний могут например являться желания: «найти лучшую цену», «пойти на вечеринку», или «разбогатеть».
  - Цели: Цель это желание выбранное агентом к исполнению. Использование понятия цель указывает на то, что набор активных желаний агента должен быть непротиворечивым (исполнимым). Так например, агент не должен иметь в своих целях одновременно желания «пойти на вечеринку» и «остаться дома».
- Намерения: Намерения отражают осознанный выбор агента — тот план который агент предпочёл выполнять. Намерения это те желания которые агент вменил себе в обязанность.
  - Планы: Планы это последовательности элементарных действий, которые агент способен выполнить для того чтобы выполнить одно или несколько из своих намерений. Планы могут быть вложенными, так например типичный план «открыть дверь» может предполагать наличие вложенного плана «достать ключи». Именно это отражает то что по Братману планы не продуманы изначально до конца, а они «раскрываются» по мере прогресса их выполнения.
- События: События вызывают ответную реакцию агента. Так событие может привести к обновлению убеждений, изменению целей, или к выбору нового плана. События могут быть генерированы внешней средой и затем обработаны с помощью сенсоров. Кроме того агент может самостоятельно создавать события необходимые для собственного жизненного цикла.